# Neuererpass
Der Neuererpass war als staatliches Dokument der DDR eine personenbezogene Auszeichnung sowie ein Dokumentationsbeleg aus dem Neuererwesen.

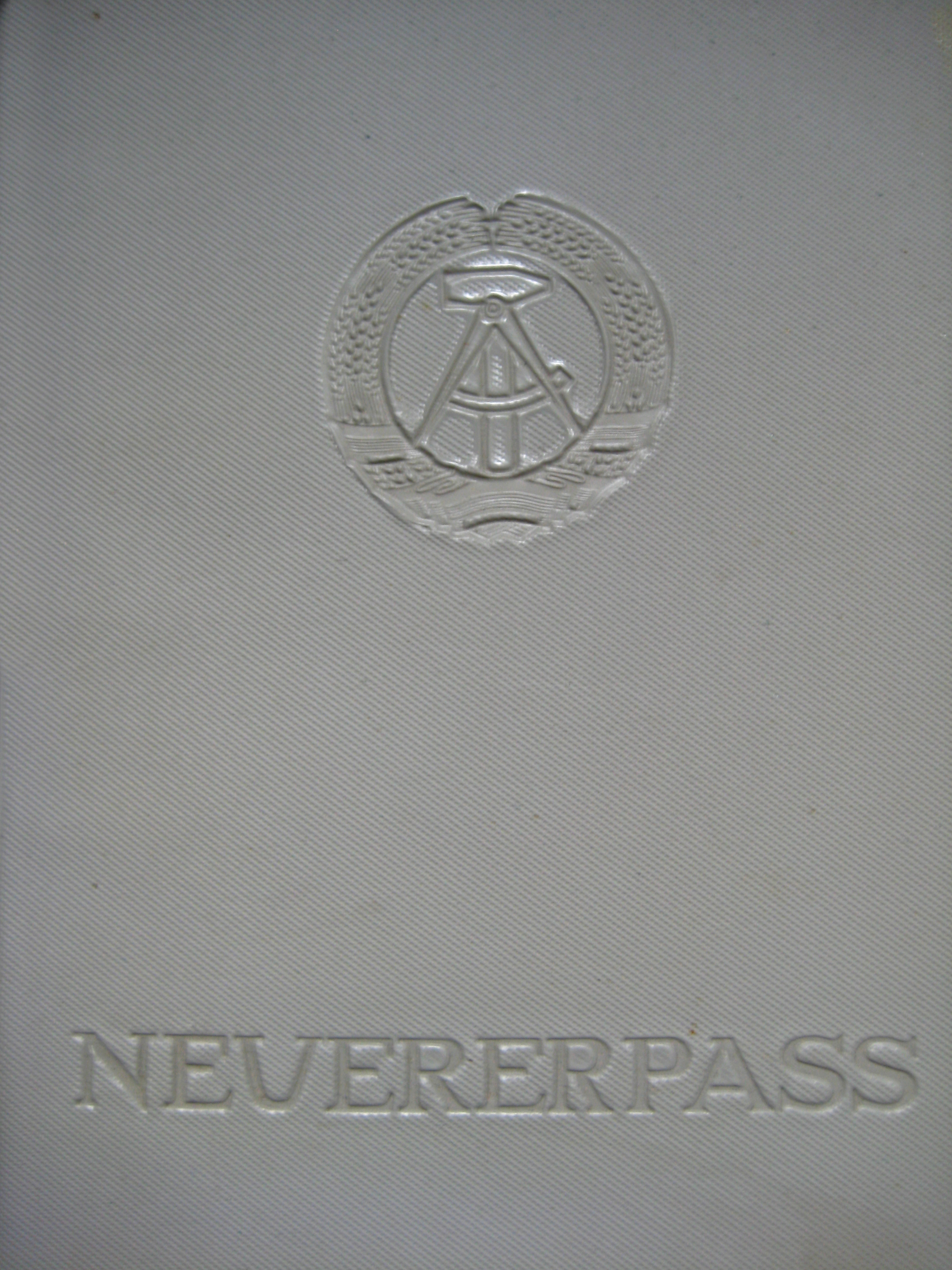
Neuererpass

Neuerervorschläge und Neuerermethoden eines aktiven Werktätigen wurden in diesem Pass dokumentiert. Entscheidend war der hohe gesellschaftliche Nutzeffekt. 
Teilnahmen an der Realisierung von Neuerungen, Erfindungen, Neuerervorschläge- und Methoden wurden vom Betriebs- oder Abteilungsleiter eingetragen. Ferner wurden ehrenamtlichen Tätigkeiten auf dem Gebiet der Neuererbewegung und des Muster- und Zeichenwesens im Neuererpass dokumentiert. Vorschlagsberechtigt für die Ausstellung eines Neuererpasses war der staatliche Leiter, Abteilungsleiter und Meister, die Leitungen der gesellschaftlichen Organisationen, sowie die Gewerkschaftsmitgliederversammlungen im Betrieb. Die Entscheidung der Ausstellung traf der Betriebsleiter oder technische Leiter gemeinsam mit der Betriebsgewerkschaftsleitung.

## Entstehung
Walter Ulbricht suchte nach Möglichkeiten, um den Aufbau der Nationalen Volksarmee zu finanzieren. Da die Kosten im laufenden Fünfjahresplan nicht eingeplant waren, wurden neue Wege zu deren Finanzierung gesucht. Die SED hoffte mit Produktivitätssteigerungen sowie Rationalisierungsmaßnahmen in den Betrieben die notwendigen Gelder zu erwirtschaften. 1953 wurden im Gesetzblatt der Deutschen Demokratischen Republik dazu drei Durchführungsbestimmungen veröffentlicht.
Minister, Staatssekretäre, die Vorsitzenden der Räte der Bezirke und die Leiter der Volkseigenen  Betriebe (VEB) wurden dafür verantwortlich gemacht, dass bei wirtschaftlicher Verwertbarkeit Neuerervorschläge unverzüglich der Nutzung zugeführt wurden.

## Auszeichnungen
Von Seiten der DDR-Regierung aus war der Nationalpreis, die Orden Banner der Arbeit in den Stufen I – II – III, Verdienter Aktivist, und Aktiver Aktivist, die weiteren staatlichen Auszeichnungen und deren Anerkennung für die persönlich herausragenden Neuererleistungen.